# Kotan (village)

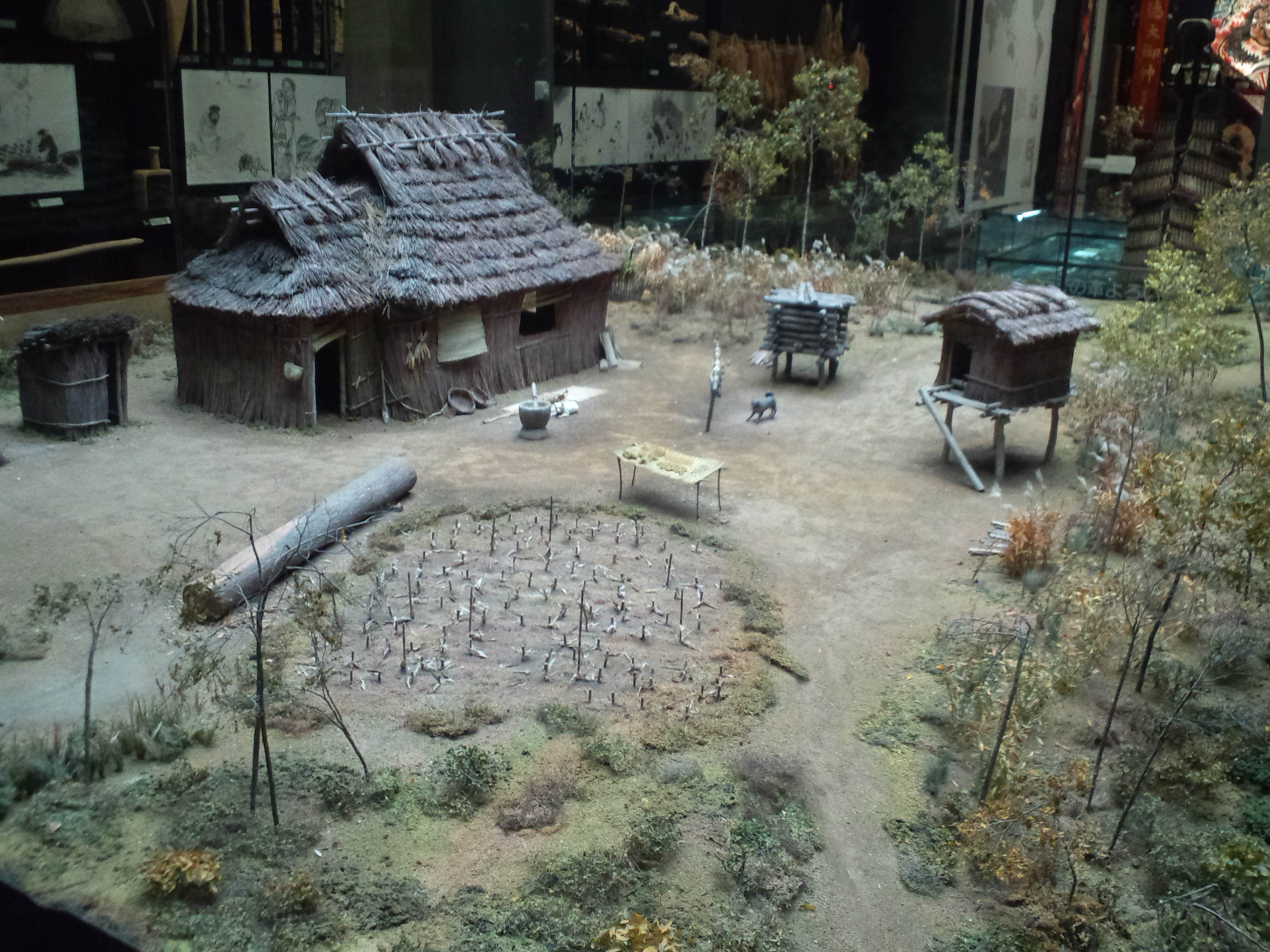
Une maquette d'une maison aïnoue au Musée national d'ethnologie d'Osaka. Des toilettes, un hepereset (cage à ours) et un pui (entrepôt sur pilotis) peuvent être vus.

Un kotan (katakana : コタン) est un établissement traditionnel du peuple Aïnou.
En raison de la rareté des sources primaires (puisque les Aïnous n'avaient pas de système d'écriture), toutes les études sur le kotan aïnou (basées sur des œuvres russes, japonaises et anglaises) auront des analyses et des opinions différentes, variant largement en fonction du chercheurs et la durée de leurs travaux.
Le mot kotan est souvent traduit à tort par « village » ; le terme s'applique généralement à tous les établissements humains, quelle que soit leur taille. Par exemple, dans la traduction aïnoue de la Bible, Rome et Jérusalem sont respectivement appelées Yerusalem Kotan et Roma Kotan.

## Description
Contrairement aux autres chasseurs-cueilleurs, qui ne s'installaient pas au même endroit à un moment donné, les Aïnous étaient fortement dépendants de la pêche, c'est pourquoi ils se sont installés dans des endroits où la pêche était bonne (comme les estuaires des rivières) et y ont construit des colonies, bien que selon la saison, les Aïnous déménageraient vers un nouveau lieu de pêche. Par exemple, si les frayères à saumon différaient le long d'un même tronçon de rivière, les Aïnous migraient, ce qui entraînait la construction de kotans à des intervalles d'environ cinq à sept kilomètres.
Les kotans étaient plutôt petits et peu peuplés. Un kotan peut être composé d'environ cinq à sept maisons, bien qu'il y ait des colonies plus grandes de dix maisons ou plus. Plus de vingt ménages étaient généralement le résultat de la mobilisation du travail forcé des Aïnous dans le cadre du système de contrat de place (場所請負制) établi par le clan Matsumae pendant la période Edo, qui ne peut plus être qualifié de kotan de style traditionnel. En 1856, Takeshirō Matsuura (un explorateur d'Hokkaidō) rapporta que statistiquement le kotan était habité par dix familles et 47 personnes au total.

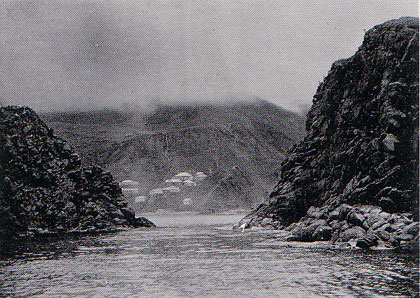
Kitakotan, un village aïnou de Sakhaline au large d'Okinoshima.

Un kotan se composait généralement de cise (maisons au toit de chaume), d'hepereset (cages pour garder les jeunes ours généralement pour la cérémonie iomante), d'un ashinru et/ou de menokol (respectivement toilettes pour les hommes et les femmes), d'un pui (entrepôt sur pilotis pour le stockage de nourriture) et divers séchoirs pour plantes sauvages, poissons et peaux d'animaux. Il y a généralement également un nusasan (autel) dédié au dieu Inaos. Plus tard, des chashis (fortifications aïnoues) peuvent être trouvées autour des colonies aïnoues.
Il y avait un terrain commun près des kotans appelé iwolo, où les résidents des kotans étaient libres d'abattre des arbres, de chasser, de pêcher, de rechercher des plantes sauvages et de les cultiver. Les kotans adjacents étaient invités à partager les terrains de chasse, à diriger ensemble la cérémonie iomante, et le plus souvent à avoir un chef pour plusieurs kotan. Une telle collection de kotan amicaux est appelée ekasi itokpa.

## Kotan aïnou actuel
Il n'existe qu'un seul kotan aïnou encore continuellement habité jusqu'à nos jours, le lac Akan kotan à Kushiro. En 1959, il y avait encore une dispersion de kotans Aïnous autour du lac Akan, avant que Mitsuyo Maéda de la Fondation Maeda Ippoen (une organisation qui a contribué à la conservation du lac Akan) ne suggère aux Aïnous restants de s'installer sur les nouvelles terres qu'il a achetées. Lorsque les Aïnous se sont installés gratuitement sur ces nouvelles terres, le lac Akan kotan a été créé.

## Utilisation de kotan comme nom de lieu
Chaque kotan avait un nom de lieu unique et, en tant que tel, le suffixe kotan peut être trouvé dans tout Hokkaido, Sakhaline et les îles Kouriles.

### Hokkaidō
- Shakotan (積丹, « village d'été »)
- Kotanbetsu (古丹別, "rivière du village")
- Kamuikotan (神居古丹, "village des dieux ")
- Tokotan (床丹, "village détruit")
- Shikotan (色丹, « vrai village »)
- Ayumikotan (歩古丹, "village d'ormeaux ")
- Okotanpe (オコタンペ, "rivière avec un village en aval")
- Kotani (小谷, "rivière du village")
- Shimakotan (島古丹, "village aux nombreuses pierres")

### Sakhaline
- Kushunkotan (久春古丹)

### Îles Kouriles
- Onnekotan (温禰古丹, "grand village")
- Shashikotan (捨子古丹, "village kombu ")
- Chirinkotan (知林古丹, "village de coulées de boue ")
- Kharimkotan (春牟古丹, "village aux nombreux cardiocrinum ")